# António Oliveira (ur. 1952)
António Luís Alves Ribeiro Oliveira (ur. 10 czerwca 1952 w Penafiel) – portugalski piłkarz występujący na pozycji pomocnika oraz trener.

## Kariera klubowa
António Oliveira zawodową karierę rozpoczynał w 1970 roku w zespole FC Porto. Przez dziewięć sezonów spędzonych w ekipie „Smoków” wystąpił w 188 ligowych meczach i strzelił 69 goli. W sezonach 1977/78 i 1978/79 należał do czołówki ligowych strzelców, mając na koncie kolejno dziewiętnaście oraz szesnaście trafień. Następnie na krótki czas trafił do Primera División, gdzie reprezentował barwy Realu Betis. W 1980 roku Oliveira powrócił do Porto, by latem przenieść się do F.C. Penafiel. Tam występował jednak tylko w sezonie 1980/81, w którym pełnił rolę grającego szkoleniowca. Wówczas w 22 spotkaniach zdobył dziesięć bramek i był wyróżniająca się postacią swojego zespołu. Kolejnym klubem w karierze portugalskiego gracza był Sporting CP. Oliveira grał tam przez cztery lata, w trakcie których w ligowych zmaganiach zaliczył 66 występów i 27 goli. Ostatnią drużyną w karierze Portugalczyka było CS Marítimo. Barwy tego zespołu reprezentował on w sezonie 1985/86, w którym zajął dwunaste miejsce w rozgrywkach pierwszej ligi. Podczas swojej kariery Oliveira trzy razy zdobywał mistrzostwo kraju oraz trzy razy został wybrany najlepszym portugalskim piłkarzem - w 1978, 1981 i 1982 roku.

## Kariera reprezentacyjna
W reprezentacji Portugalii Oliveira zadebiutował 14 listopada 1974 roku w zremisowanym 1:1 meczu przeciwko Irlandii Północnej. Ostatni mecz w kadrze rozegrał natomiast 21 września 1983, kiedy to Portugalczycy wygrali 5:0 z Finlandią. Łącznie dla drużyny narodowej Oliveira rozegrał 24 pojedynki i strzelił siedem goli.

## Kariera trenerska
W 1994 roku Oliveira został trenerem reprezentacji Portugalii, z którą w 1996 roku brał udział w mistrzostwach Europy. Na imprezie tej Portugalczycy z siedmioma punktami na koncie zajęli pierwsze miejsce w swojej grupie, jednak w ćwierćfinale nie sprostali Czechom, z którymi przegrali 1:0. Po turnieju tym Oliveira został szkoleniowcem FC Porto, z którym w 1998 roku wywalczył potrójną koronę - mistrzostwo, puchar oraz superpuchar kraju. W 2000 roku Oliveira po raz drugi został wybrany szkoleniowcem drużyny narodowej swojego kraju. Ze stanowiska tego został zwolniony w 2002 roku po zupełnie nieudanych dla Portugalczyków mistrzostwach świata. Wymieniani wśród faworytów do końcowego triumfu „Selecção das Quinas” nie wyszli nawet ze swojej grupy, w której za rywali mieli Koreę Południową, Stany Zjednoczone oraz Polskę.

## Sukcesy

### Jako piłkarz
- Najlepszy portugalski piłkarz roku: 3
  - 1978, 1981, 1982
- Mistrzostwo Portugalii: 3
  - 1978, 1979, 1982
- Puchar Portugalii: 1
  - 1977, 1982
- Superpuchar Portugalii: 1
  - 1982

### Jako trener
- Mistrzostwo Portugalii: 2
  - 1997, 1998
- Puchar Portugalii: 1
  - 1998
- Superpuchar Portugalii: 1
  - 1998